# Леви, Фредерик Генри
Фредерик Генри Леви (28 января 1885, Берлин — 5 октября 1950, Хейверфорд, штат Пенсильвания) — немецкий и американский невролог. До эмиграции в США носил имя Фридрих Генрих Леви.
Его именем названы «тельца Леви» — эозинофильные внутриклеточные включения, обнаруженные им в 1912 году. Тельца Леви обнаруживаются в мозге при болезни Паркинсона, болезни Альцгеймера, деменции с тельцами Леви и синдроме Галлервордена—Шпатца.

## Биография
Родился в Берлине в еврейской семье. Отец его был врачом. Учился в гимназии Фридриха Вердершеса, с 1903 года изучал медицину в Берлине и Цюрихе. В 1909—1910 годах стажировался в психиатрической клинике в Мюнхене в лаборатории Алоиса Альцгеймера под руководством Эмиля Крепелина. В 1912 году последовал за Альцгеймером в Бреслау, но в 1914 году был вынужден прервать обучение и был призван на фронт. Служил во Франкфурте, на русском и турецком фронтах.
После демобилизации был принят в берлинскую клинику Шарите, где в 1921 году защитил диссертацию и получил должность профессора внутренних и нервных болезней. С 1926 года — заведующий неврологическим отделением и с 1930 года — директор неврологического института этой клиники. В 1932 году основал неврологическую клинику и исследовательский институт в Берлине, но в силу еврейского происхождения уже в следующем году был уволен. Летом 1933 году выехал в Великобританию и в 1934 году эмигрировал в США, где англицировал имя (Frederic Henry Lewey), стал квакером и получил позицию на неврологическом отделении медицинской школы Пенсильванского университета. В 1943—1945 годах служил военным врачом, затем до конца жизни продолжал работать в Пенсильванском университете.